# Excalibur (Band)
Excalibur war eine englische Hard-Rock- und New-Wave-of-British-Heavy-Metal-Band aus Bradford, die im Jahr 1981 gegründet wurde und sich 1992 auflöste.

## Geschichte
Die Band wurde im Jahr 1981 gegründet, wobei die Mitglieder noch alle in ihren frühen Teenager-Jahren waren. Der Gitarrist Solynskyj beispielsweise wurde am 27. Oktober 1966 geboren. Die Gruppe bestand dabei anfangs aus dem Sänger Paul McBride, dem Gitarristen Paul „Soldier“ Solynskyj, dem Bassisten Martin Hawthorn und dem Schlagzeuger Stewart Meer. Die Namenswahl war reine Gefühlssache: Sie hatte ausschließlich klangliche Gründe, denn mit den heimatlichen Mythen wollte man nicht in Verbindung gebracht werden. In der folgenden Zeit schlossen sich vereinzelte Konzerte an, ehe die Gruppe Anfang 1983 regelmäßig Konzerte spielte, wobei die meisten Auftritte in Jugendclubs und Einrichtungen der YMCA stattfanden. Bis 1984 wurden allerdings kaum Tonträger veröffentlicht. In diesem Jahr kam Mick Dodson als neuer Schlagzeuger zur Besetzung, der Stewart Meer ablöste. Daraufhin erschien das Demo Back Before Dawn. Die Gruppe hatte bereits in den Jahren zuvor ein Demo aufgenommen, dieses jedoch, im Gegensatz zu Back Before Dawn, nicht in den Umlauf gebracht. Im Jahr 1985 konnten sich die Mitglieder, die die Schule mittlerweile abgeschlossen hatten, stärker auf die Band konzentrieren und erreichten einen Vertrag bei Conquest Records, wobei sich ein Mitarbeiter des Labels vorher live von der Band überzeugt hatte. Bei dem Label erschien im selben Jahr die EP The Bitter End. Diese enthält die drei Lieder Come on and Rock, Haunted by the Shadows und Only Time Can Tell, die bereits auf dem vorherigen Demo enthalten waren, sowie die drei neuen Lieder I’m Telling You, Devil in Disguise und das Titellied. Die Mitglieder waren mit der Qualität der Veröffentlichung allerdings nicht zufrieden. Danach spielte die Gruppe Aufnahmen für die Friday Rock Show ein, die am 18. Juli 1986 ausgestrahlt wurde. Die Show schon wurde im September erneut ausgestrahlt. Produziert wurden die Aufnahmen von Dale Griffin. Hierbei waren alle Mitglieder noch unter 19 Jahre alt. Dadurch erreichte die Band die Aufmerksamkeit von Jet Records, das Excalibur unter Vertrag nehmen wollte. Nach dem Einspielen von ersten Demoaufnahmen war das Label allerdings nicht mehr an der Band interessiert, sodass es zu keiner weiteren Zusammenarbeit kam. Da die Band allerdings mit den Aufnahmen aus der Friday Rock Show sehr zufrieden war, einigte sie sich mit der BBC diese für die Single Hot for Love, die allerdings erst 1988 bei Clay Records erschien, wiederzuverwenden. Der Tonträger wurde von der Band selbst finanziert und erregte Aufmerksamkeit durch sein vulgäres Cover, das Lederhöschen und einen tätowierten Frauenhintern darstellt. Bis 1988 hatte die Band eine nationale Tour absolvierte sowie vereinzelte Auftritte mit Bands wie Vow Wow und Uriah Heep, für letztere Band eröffnete sie insgesamt fünf Konzerte. Außerdem war mit Dave Sykes gegen Ende 1988 ein neuer Schlagzeuger und (bereits 1986) mit Steve Blades (geboren am 20. Mai 1968 in Schottland) ein zweiter Gitarrist, der zudem gelegentlich das Keyboard bediente, zur Band gekommen. 1988 war die Band in der BBC-Sendung On a Personal Note zu sehen, in der sie die Lieder Hot for Love und Running Scared spielte. In der Sendung waren ebenfalls Def Leppard und Little Angels zu sehen. Im Dezember 1988 musste ein Auftritt abgesagt werden, da sich Sykes das Handgelenk gebrochen hatte und Hawthorn in einen Autounfall verwickelt war. Im August 1989 erreichte die Band einen Plattenvertrag bei Active Records. Im selben Jahr verließ der Bassist und Gründungsmitglied Martin Hawthorn die Besetzung und wurde durch Geoff Livermore ersetzt. Nachdem die veränderte Besetzung einige Monate zusammen geprobt hatte, begab sie sich für drei Wochen in die Ric Rac Studios in Leeds, um dort das Debütalbum One Strange Night aufzunehmen. Die Band produzierte das Album selbst, ließ es aber in Schweden von Mats Lindfors, der zuvor für Candlemass und Treat gearbeitet hatte, abmischen. Es erschien 1990 bei Active Records. Im Anschluss folgten verschiedene Auftritte, unter anderem auch zusammen mit Saxon. Danach verließ Livermore die Band. Um ihre Europatournee mit Vengeance beenden zu können, kam Dean Wilson (geboren am 5. März 1966) zur Band. Dabei spielte die Band im Oktober 1991 auch in Tilburg zusammen mit Vengeance, Gin on the Rocks und Thunderhead. Im selben Jahr begannen die Arbeiten zum zweiten Album. Während dieser wurde Paul McBride unzufriedener mit dem Fortschritt der Band, woraufhin es gegen Ende des Jahres zur Auflösung der Band kam. Zum Abschied fand sich die Band für eine Tournee im Frühling 1992 noch einmal zusammen. Paul Solynskyj und Martin Hawthorn gründeten später die Band Hardware, die unter anderem zusammen mit Amorphis und Therion spielte.

## Stil
Laut Malc Macmillan in The N.W.O.B.H.M. Encyclopedia ist die Gruppe auf Back Before Dawn melodisch, jedoch trotzdem „heavy“ und erinnere an Bands wie Turbo, Dealer, Geddes Axe und Elixir. Nach der Veröffentlichung von The Bitter End sei die Band von manchen als die nächsten Def Leppard bezeichnet worden. Auf One Strange Night klinge die Band nach First Offence oder wie eine härtere und versierte Version von Idol Rich. Sänger McBride strapaziere seine Stimmbänder auf dem Album teilweise jedoch zu stark. Das Lied Carole Ann klinge sehr stark nach Bon Jovi. Auch Allmusic verglich das akustische Lied mit Bon Jovi. Die Band sah sich selbst als gute Laune verbreitende Rockband mit „viel Melodie und Power und nicht allzuviel Keyboards“. Otger Jeske beschrieb die Band im Buch NWoBHM New Wave of British Heavy Metal The glory Days als relativ melodisch. Auch Jeske schrieb, dass die Band von der Fachpresse nach der Veröffentlichung von The Bitter End mit Def Leppard verglichen wurde. In The Ultimate Hard Rock Guide Vol I – Europe wird die Gruppe als klassische Hard-Rock-Band beschrieben. In seiner Rezension zu One Strange Night schrieb Holger Stratmann vom Rock Hard, dass man dem Album die lange Wartezeit anhören kann, da die Musik sehr ausgereift klinge. Allerdings höre es sich mittlerweile etwas angestaubt an. Allerdings gebe es mehrfach einen „gut arrangierten Einsatz von Akustikgitarren und NWOBHM-Tugenden wie der sauberen Melodieführung“. In Liedern wie Waiting, Lights Go Down und Frozen Promises klinge die Gruppe wie eine härte Version der alten Heavy Pettin oder Tokyo Blade, die „auf ihren ersten Alben blitzsauberen Hardrock mit Sinn für Melodien machten“. Auf dem Album sei „[e]in hoch singender Shouter mit leicht angerauhter Stimme“ zu hören.

## Diskografie
- 1984: Back Before Dawn (Demo, Eigenveröffentlichung)
- 1985: The Bitter End (EP, Conquest Records)
- 1987: Demo 1987 (Demo, Eigenveröffentlichung)
- 1988: Hot for Love (Single, Clay Records)
- 1990: One Strange Night (Album, Active Records)
- 1990: Carole Ann (Single, Active Records)